# Coquillettia
Coquillettia is een geslacht van wantsen uit de familie van de Miridae (Blindwantsen). Het geslacht werd voor het eerst wetenschappelijk beschreven door Uhler in 1890.

## Soorten
Het genus bevat de volgende soorten:

- Coquillettia ajo Knight, 1968
- Coquillettia albaclava
- Coquillettia albella Knight, 1968
- Coquillettia albertae Kelton, 1980
- Coquillettia albiclava Knight, 1925
- Coquillettia alpina Polhemus & Polhemus, 1988
- Coquillettia amoena (Uhler, 1877)
- Coquillettia aquila Bliven, 1962
- Coquillettia attica Bliven, 1962
- Coquillettia balli Knight, 1918
- Coquillettia concava Wyniger, 2012
- Coquillettia foxi Van Duzee, 1921
- Coquillettia gigantea Wyniger, 2012
- Coquillettia granulata Knight, 1930
- Coquillettia impluviata Wyniger, 2012
- Coquillettia insignis Uhler, 1890
- Coquillettia jessiana Knight, 1927
- Coquillettia lactea Wyniger, 2012
- Coquillettia laticeps Knight, 1927
- Coquillettia luteiclava Knight, 1968
- Coquillettia mimetica Osborn, 1898
- Coquillettia nicholi Knight, 1925
- Coquillettia nigrithorax Knight, 1930
- Coquillettia numata Bliven, 1962
- Coquillettia obscura Wyniger, 2012
- Coquillettia pergrandis Wyniger, 2012
- Coquillettia perplexabilis Wyniger, 2012
- Coquillettia polhemorum Wyniger, 2012
- Coquillettia pseudoattica Wyniger, 2012
- Coquillettia saxetana Bliven, 1962
- Coquillettia schuhi Wyniger, 2012
- Coquillettia schwartzi Wyniger, 2012
- Coquillettia soligena Bliven, 1962
- Coquillettia terrosa Bliven, 1962
- Coquillettia thomasi Wyniger, 2012
- Coquillettia uhleri Van Duzee, 1921
- Coquillettia venusta Wyniger, 2012
- Coquillettia vicina Wyniger, 2012
- Coquillettia virescens Knight, 1968